# سیدلی-دیزی
سیدلی-دیزی موتور کار (به انگلیسی: Siddeley-Deasy Motor Car) یک شرکت بریتانیایی خودروسازی و سازندهٔ هواپیما و موتور هواپیما بود. دفتر مرکزی این شرکت در اوائل سدهٔ بیستم در کاونتری قرار داشت.